# Alejandro Marañón Pérez
Alejandro Marañón Pérez (Cartaya, 15 de maig de 1980) és un exfutbolista andalús, que ocupava la posició de defensa.

## Trajectòria esportiva
Va començar al planter del RCD Mallorca, debutant amb el primer equip en la Copa Intertoto. Posteriorment s'hi incorporaria al filial del Sevilla FC, amb qui debuta en primera divisió a la campanya 03/04, tot jugant sis partits.
L'estiu del 2004 fitxa pel Reial Múrcia CF. Amb els murcians la seua aportació aniria de més a menys, sent suplent les seues darreres temporades. Va disputar 68 partits amb els grana, 6 d'ells a la màxima categoria. Al final de la campanya 08/09 és inclòs en un ERO i conclou el seu contracte amb el Murcia.